# Indometacina
L'indometacina è una molecola appartenente alla classe dei farmaci antinfiammatori non steroidei (FANS). Il farmaco è dotato di proprietà di tipo analgesico, antipiretico, e si caratterizza per un notevole effetto antinfiammatorio. Viene infatti prevalentemente utilizzato per ridurre la flogosi nelle patologie infiammatorie croniche dolorose, come l'artrosi e l'artrite reumatoide. In Italia indometacina è venduta dalla società farmaceutica Sigma-Tau con il nome commerciale di Indoxen e da Promedica con il nome commerciale di Liometacen. È disponibile nella forma farmaceutica di fiale da 25 mg o da 50 mg, e di capsule rigide da 25 o 50 mg. Sono anche commercializzate supposte da 100 mg.

## Farmacodinamica
Il meccanismo d'azione dell'indometacina è da mettere in relazione alle proprietà inibitorie della biosintesi delle prostaglandine. Il blocco impedisce la produzione di mediatori dell'infiammazione (e del dolore) come le prostacicline e le prostaglandine. La ridotta sintesi di prostaglandine è secondaria alla inibizione da parte del farmaco dell'enzima prostaglandina-endoperossido sintasi conosciuta anche come ciclossigenasi. L'inibizione determinata dal farmaco non è specifica e pertanto coinvolge sia la ciclossigenasi 1 (COX-1) sia la ciclossigenasi 2 (COX-2).

## Farmacocinetica
Indometacina dopo assunzione per via orale viene assorbita dal tratto gastrointestinale in modo rapido e completo.
La concentrazione plasmatica massima (Cmax) è raggiunta entro 3 ore (Tmax) dall'assunzione. Se il farmaco viene assunto con un pasto l'assorbimento può essere decisamente più ritardato. Il legame con le proteine plasmatiche raggiunge il 90%. Il farmaco si lega pure ampiamente ai tessuti biologici. L'emivita plasmatica del farmaco immodificato si aggira intorno alle 2-3 ore. Nell'organismo l'indometacina viene in gran parte trasformata in metaboliti inattivi. Le principali reazioni metaboliche comprendono la demetilazione e la glucuronazione (circa il 10% di una dose) per opera degli enzimi microsomiali epatici. L'eliminazione del farmaco avviene per via urinaria (dal 10 al 20% del farmaco in forma immodificata) e con le feci.

## Usi clinici
Indometacina è indicata nella terapia di molte patologie infiammatorie dell'apparato muscoloscheletrico, tra cui: l'artrite reumatoide, l'artrosi, le osteoartriti, la spondilite anchilosante e la gotta.

 Viene inoltre utilizzata nella cefalea a grappolo e nell'emicrania. È impiegata inoltre nella terapia dell'emicrania cronica parossistica e dell'emicrania continua; la risposta completa all'indometacina è dirimente nella diagnosi differenziale di quest'ultima cefalea.

### Indometacina e parto pretermine
In quanto FANS, indometacina inibisce la sintesi di prostaglandine a livello cellulare, bloccando sia la COX-1 sia la COX-2. Poiché le prostaglandine (PG), e in particolare la PGE2, svolgono un ruolo fondamentale nell'inizio del travaglio di parto, indometacina è stata utilizzata per decenni nella prevenzione del parto pretermine.

Sfortunatamente il farmaco può determinare gravi effetti avversi sia a carico del feto (chiusura del dotto arterioso di Botallo, disfunzione renale e oligoidramnios) sia nella madre (gastrite, vertigini e disfunzioni piastriniche).

## Effetti collaterali e indesiderati
In corso di trattamento con indometacina gli effetti avversi più spesso evidenziati sono di natura gastrointestinale e comprendono: dispepsia, nausea, vomito, flatulenza, diarrea o costipazione, dolore addominale, melena, ematemesi, esacerbazione di colite e malattia di Crohn. Possono verificarsi gastrite acuta, ulcera peptica, emorragia gastrointestinale o perforazione, a volte fatale, in particolare nei soggetti più anziani.
Altri effetti avversi segnalati sono cefalea, capogiro e vertigine, confusione mentale, sonnolenza, tinnito, palpitazioni, vampate di calore, convulsioni, sincope. Debbono essere tenute presenti eventuali reazioni ematologiche quali leucopenia, porpora, anemia aplastica, anemia emolitica e trombocitopenia.

## Dosi terapeutiche
Nei soggetti adulti il dosaggio iniziale consigliato è di 25 mg, 3 volte al giorno. Il dosaggio deve essere adattato a ogni singolo paziente, a seconda della risposta terapeutica individuale e alla tolleranza al farmaco. Se la risposta terapeutica iniziale è insufficiente il dosaggio va gradualmente aumentato. Una dose compresa tra i 100 mg e i 150 mg al giorno in genere assicura un'adeguata risposta terapeutica. Nei rari casi in cui si deve ricorrere a dosi superiori ai 200 mg al giorno è necessario tenere presente che è molto probabile il verificarsi di un aumento dell'incidenza di effetti collaterali.

## Sovradosaggio
In caso di assunzione eccessiva di indometacina, accidentale o volontaria, è necessario intraprendere quanto prima un'adeguata terapia di supporto. Se l'assunzione è recente è possibile ricorrere alla lavanda gastrica e alla somministrazione di carbone attivato. È opportuno il monotoraggio clinico del paziente, delle sue funzioni vitali e dell'elettrocardiogramma. L'indometacina può essere eliminata dall'organismo ricorrendo all'emodialisi.